# Liga Mexicana del Pacífico
La Liga Mexicana del Pacífico, conocida como "Liga ARCO Mexicana del Pacífico" por motivos de patrocinio o simplemente LMP por sus siglas, es el campeonato de béisbol profesional de más alto nivel durante el invierno en México. Es miembro oficial de la Confederación Mundial de Béisbol y Sóftbol (WBSC).
El campeón participa en la Serie del Caribe.
La temporada regular de sesenta y ocho partidos se divide en dos mitades. Después de cada mitad, los equipos reciben puntos. El equipo que ocupa el primer lugar gana diez puntos, mientras que el equipo que ocupa el último lugar gana tres puntos y medio. Al final de la temporada regular, se suma el número total de puntos de ambas mitades para determinar la posición en los playoffs. Los ocho mejores equipos avanzan. No hay divisiones.

## Historia
En 1942, se inicia el beisbol profesional en Sonora con la "Liga de Sonora" con 4 equipos, pero solo se jugaron dos series pues la Segunda Guerra Mundial estaba en proceso. Luego se separa la liga en dos: la Liga Norte de Sonora y la Liga Sonora.

### Liga de la Costa del Pacífico
En 1944 se reunieron los señores Teodoro Mariscal Enrique Peña Bátiz, de Culiacán, Sinaloa.; Florencio Zaragoza, de Guaymas, Son., Rogelio Rodríguez, de Empalme, Son., Juan Chávez Etchegoyen y Fernando Ortiz, estos dos últimos de Hermosillo, Sonora.
El 6 de julio de 1945 en la ciudad de Hermosillo, Sonora nació el primer circuito de béisbol profesional de la costa del pacífico mexicano, con el nombre de Liga de la Costa del Pacífico, donde el representante de los Venados de Mazatlán el Sr. Teodoro Mariscal fue designado presidente de dicha liga, misma la liga que pasó a ser conocida con los nombres de Liga Invernal de Sonora, Liga Sonora-Sinaloa, Liga Invernal Sonora-Sinaloa (LISS), y finalmente Liga Mexicana del Pacífico (LMP).
De 1945 a 1958 se conoce como la primera etapa de la Liga, empezaría con el nombre de Costa del Pacífico, en su primera temporada la liga contaría solo con 4 equipos, Queliteros de Hermosillo con Francisco "El Viejo" López, Venados de Mazatlán dirigidos por Manolo Fortes , Ostioneros de Guaymas bajo las órdenes de Agustín Bejerano, y Tacuarineros de Culiacán con Manuel Arroyo, los primeros encuentros entre estas escuadras se realizaron los días 27 y 28 de octubre de 1945 teniendo como Alto Comisionado de la liga al Inmortal Alejandro Aguilar Reyes "Fray Nano".
Los cuatro clubes fundadores se enfrentaban en el rol regular en la modalidad de "todos contra todos", y al final de la temporada el campeón era quien resultaba el mejor equipo del rol regular.
Esta primera etapa brilló con jugadores de Major League Baseball en los distintos equipos, además de jugadores de excelente nivel de las Ligas Negras. Un ejemplo importante es el cubano Orestes "Minnie" Miñoso que jugó para los Naranjeros en invierno, y en verano pertenecía a los Chicago White Sox. Otro de los casos importantes es que Yaquis trajo en 1953 a Don Larsen. Como estos dos casos hubo muchos, es por eso que a la vieja "Liga de la Costa del Pacífico" se le considera la época de oro de lo que hoy es la actual LMP.
Debido al éxito inmediato que obtuvo la Liga, para las siguientes temporadas se incorporarían 5 equipos nuevos, los Rieleros de Empalme, Mayos de Navojoa, Trigueros de Ciudad Obregón, Pericos de Los Mochis y Potros de Tijuana, este último equipo solo duraría una temporada ya que entró en sustitución de Venados de Mazatlán, posteriormente un nuevo equipo con el mismo nombre volvería a jugar en la Liga Mexicana del Pacífico. 
También durante un tiempo los Pericos de Los Mochis desaparecieron para darle lugar a los Medias Azules de Guadalajara que se incorporarían en la temporada 1952-53, pero para 1955 la franquicia regresaría a los Mochis esta vez con el nombre de Cañeros de Los Mochis.

### Fin de la Costa, Inicio del Béisbol Moderno
Para 1958 la liga cambia de nombre a Liga Invernal de Sonora y los equipos serían solo 4 de esta entidad, Naranjeros de Hermosillo, Ostioneros de Guaymas, Yaquis de Ciudad Obregón y Rieleros de Empalme. 
De 1960 a 1965, vivió la Liga Noroeste con cierta inestabilidad, donde participaron los equipos de Venados de Mazatlán, Tabaqueros de Santiago Ixcuintla, Diplomáticos de Tepic, Tapatíos de Guadalajara y Medias Blancas de Gómez Palacio, con peloteros de paga, pero con calidad inferior a la que lucía ya la Liga de Sonora, pero pronto desapareció esta liga.
En 1965 toma el nombre de Liga Invernal Sonora-Sinaloa (o solo Sonora-Sinaloa) al incorporar a Tomateros de Culiacán y Venados de Mazatlán. Desde que los equipos sinaloenses vuelven a escena en 1965, la lucha contra los sonorenses en busca del campeonato hizo que la Liga tomara expectación de nueva cuenta. Esta etapa de la LISS vivió pelota de excelente nivel y avizoraba grandes cosas para el futuro, ya que llegaron importantes empresarios a los clubes y se firmaron acuerdos con equipos de Ligas Mayores.

### Actual Liga Mexicana del Pacífico
Finalmente en el año de 1970 toma su nombre actual de Liga Mexicana del Pacífico, ya que la Confederación de Béisbol del Caribe pediría el cambio de este para dejar participar al ganador de la liga en la Serie del Caribe. Así pues, desde 1971 se participa en el clásico caribeño, siendo los Naranjeros de Hermosillo el primer representante de la liga en la serie, además de ser el primer equipo en ganarla en 1976 y ser Hermosillo la primera ciudad mexicana en recibirla en 1974.
En esta transición nuevas novenas se incorporaron a la liga. En 1970 los Algodoneros de Guasave aprovecharon la oportunidad que dio la liga e ingresaron al circuito. Así también autorizó el ingreso de Águilas de Mexicali en el año de 1976. En 1977 los Potros de Tijuana volvieron a la liga y al sumar 10 equipos, la liga se dividió en dos zonas con cinco conjuntos en cada una de ellas.
Un momento triste se dio en el año de 1991, cuando los Ostioneros de Guaymas y los Potros de Tijuana dejaron el circuito por distintas circunstancias. Los porteños salieron de la liga por problemas financieros, mientras que los fronterizos salieron de la liga siendo campeones de la temporada 1990-91, debido a que se le acusó al club de competencia desleal. Potros dejó algo casi imposible de repetirse, pues en 1987-88 fueron campeones y se les castigó para la temporada siguiente, es decir no participaron y no pudieron defender su campeonato; en 1990-91 quedaron campeones de nueva cuenta pero se les expulsó del circuito y de nueva cuenta no pudieron defender su campeonato.
A partir de la temporada 1991-92 la liga participó con 8 clubes por primera vez desde 1977. Desde ese entonces no había vuelto a haber 10 equipos en la LMP.
En el año 2014 los Algodoneros de Guasave vendieron su franquicia a empresarios jaliscienses, dándole vida a los Charros de Jalisco.
En el año 2019 se anunció la expansión de la liga, aumentando de 8 a 10 equipos con el regreso de los Algodoneros de Guasave y la integración de los Sultanes de Monterrey.
Durante el año 2024 comenzaron a surgir rumores acerca de la permanencia de los Sultanes de Monterrey en el circuito invernal, a lo cual el equipo, mediante un comunicado, anunciaban su continuidad y compromiso en ambas ligas, calmando así los rumores de la mudanza de la franquicia.  En noviembre del 2024 y durante la inauguración del Estadio Coloso del Pacífico, el gobernador de Nayarit, Miguel Ángel Navarro Quintero, anunció la llegada del béisbol profesional del Pacífico al recinto. 
El 10 de abril del 2025, se convocó a una rueda de prensa posterior a la asamblea de dueños de la liga celebrada en Guadalajara, dónde se oficializó la salida de Carlos Manrique para, en su lugar, tomar las riendas del circuito el Lic. Salvador Escobar. Así mismo, se anunció que la liga había aprobado la venta y mudanza de la franquicia de Sultanes de Monterrey hacia Tepic, Nayarit para convertirse en los Jaguares de Nayarit y comenzar a jugar en la inmediata temporada 2025-2026.
El día 20 de mayo y posterior a la tercera asamblea de dueños, la liga anunció oficialmente mediante una rueda de prensa ante medios que se había concretado de manera oficial la compra, venta y mudanza de la franquicia de Sultanes hacia Tepic, Nayarit. Así mismo, durante la misma rueda de prensa se oficializó también la mudanza definitiva de los Mayos de Navojoa hacía Tucson, Arizona, convirtiéndose en Tucson Baseball Team.
Se trata de un circuito profesional, hoy reconocido a escala internacional por su alto nivel competitivo y de espectáculo.

## Equipos actuales
| Liga Mexicana del Pacífico 2025-26 |           |                     |                           |                                |           |
| Equipo                             | Fundación | Mánager             | Ciudad                    | Estadio                        | Capacidad |
| Águilas de Mexicali                | 1948      | Óscar Robles        | Mexicali, Baja California | Nido de los Águilas            | 18,500    |
| Algodoneros de Guasave             | 1970      | José Moreno         | Guasave, Sinaloa          | Kuroda Park                    | 10,000    |
| Cañeros de Los Mochis              | 1947      | Félix Fermín        | Los Mochis, Sinaloa       | Chevron Park                   | 12,500    |
| Charros de Jalisco                 | 1946      | Benjamin Gil        | Guadalajara, Jalisco      | Charros                        | 16,500    |
| Jaguares de Nayarit                | 2025      | Luis Carlos Rivera  | Tepic, Nayarit            | Coloso del Pacífico            | 9,480     |
| Naranjeros de Hermosillo           | 1945      | Juan Gabriel Castro | Hermosillo, Sonora        | Fernando Valenzuela            | 16,000    |
| Tomateros de Culiacán              | 1965      | Roberto Vizcarra    | Culiacán, Sinaloa         | Tomateros                      | 20,000    |
| Tucson Baseball Team               | 2025      | Willie Romero       | Tucson, Arizona           | Kino Veterans Memorial Stadium | 11,500    |
| Venados de Mazatlán                | 1945      | Juan José Pacho     | Mazatlán, Sinaloa         | Teodoro Mariscal               | 16,000    |
| Yaquis de Ciudad Obregón           | 1947      | Gabe Álvarez        | Ciudad Obregón, Sonora    | Yaquis                         | 16,500    |

### Desaparecidos
A lo largo de su historia la liga ha tenido otros clubes, que por diversas circunstancias han dejado el circuito. A continuación los clubes que han desaparecido de la LMP:
| Equipo                | Dato Relevante                                                                                           |
| Ostioneros de Guaymas | Estuvo de 1947 a 1991. Fue uno de los 4 clubes fundadores de la LMP. Obtuvo 5 campeonatos.               |
| Potros de Tijuana     | Obtuvo 2 campeonatos.                                                                                    |
| Rieleros de Empalme   | Ronaldo Camacho de Rieleros ostenta el récord de más HR en una temporada, con 27. 3 veces subcampeón.    |
| Sultanes de Monterrey | Participó únicamente 6 temporadas, alcanzando 2 veces la semifinal.                                      |
| Mayos de Navojoa      | Obtuvo 2 campeonatos. Primer franquicia en mudarse a otro país tomando como sede Tucson, Estados Unidos. |

### Futuras expansiones
En reiteradas ocasiones la liga ha reafirmado el compromiso con las 10 franquicias actuales en mantener al circuito invernal con la selectividad que le ha caracterizado y no se contempla una expansión a más allá de la decena de plazas con las que actualmente cuenta. Sin embargo, durante los últimos años han ocurrido cambios de plazas las cuales se han ido planificando meticulosamente para fortalecer los intereses de la liga. 
Las siguientes ciudades han manifestado interés en albergar una plaza de la liga: 
- Ostioneros de Guaymas: Manifestó su interés con la construcción de un nuevo estadio en 2023.[12]
- La Paz: Manifestó su interés en 2022.[13]

## Participaciones
A continuación se muestra el número de participaciones que ha tenido cada club en las dos etapas de la liga.
| Equipo                   | Participaciones |
| ------------------------ | --------------- |
| Tacuarineros de Culiacán | 13              |
| Venados de Mazatlán      | 12              |
| Naranjeros de Hermosillo | 11(1)           |
| Yaquis de Ciudad Obregón | 11(2)           |
| Cañeros de Los Mochis    | 9(3)            |
| Ostioneros de Guaymas    | 8               |
| Mayos de Navojoa         | 7               |
| Charros de Jalisco       | 3(4)            |
| Potros de Tijuana        | 1               |
| Navojoa-Guaymas          | 1               |

| Equipo                    | Participaciones |
| ------------------------- | --------------- |
| Naranjeros de Hermosillo  | 67              |
| Yaquis de Ciudad Obregón  | 66(5)           |
| Cañeros de Los Mochis     | 62              |
| Mayos de Navojoa (+)      | 61              |
| Tomateros de Culiacán     | 60              |
| Venados de Mazatlán       | 60(6)           |
| Algodoneros de Guasave    | 49              |
| Águilas de Mexicali       | 49              |
| Ostioneros de Guaymas (+) | 32(7)           |
| Potros de Tijuana (+)     | 12              |
| Charros de Jalisco        | 11              |
| Rieleros de Empalme (+)   | 9               |
| Sultanes de Monterrey (+) | 6               |

1 Cinco temporadas tuvieron el nombre de Queliteros de Hermosillo.
2 Cuatro temporadas tuvieron el nombre de Trigueros de Obregón, y una más con el nombre de Arroceros de Obregón.
3 Seis temporadas tuvieron el nombre de Pericos de Los Mochis.
4 Una temporada tuvieron el nombre de Medias Azules de Guadalajara.
5 Dos temporadas tuvieron el nombre de Rojos de Obregón, y una más con el nombre de Trigueros de Obregón.
6 Una temporada tuvieron el nombre de Rojos de Mazatlán.
7 Cuatro temporadas tuvieron el nombre de Marineros de Guaymas.

## Serie Nacional Invernal
Esta serie se disputó en 4 ocasiones entre los campeones de la Liga de la Costa del Pacífico y de la Liga Invernal Veracruzana, tratando de emular a la Serie Mundial de las Grandes Ligas de Béisbol.
Para más detalles sobre esta competencia, véase: Serie Nacional Invernal.

## Campeonato Invernal Costeño
Al término de las acciones de la Liga Invernal de 1962, se planeó una serie contra el ganador de la Liga de Béisbol del Noroeste de México conformada con equipos profesionales de Sinaloa y Nayarit. Le tocó a los Diplomáticos de Tepic enfrentar a Naranjeros de Hermosillo en una serie de 7 juegos a ganar 4 por el “Campeonato del Béisbol Invernal Costeño”. Hermosillo se coronó campeón al ganar la serie 4-1.

## Juego de Estrellas
Durante algunas temporadas se realizó un Juego de Estrellas, dicho juego se llevaba a cabo al finalizar la primera vuelta entre la Selección Norte conformada por jugadores de Águilas de Mexicali, Naranjeros de Hermosillo, Yaquis de Ciudad Obregón y Mayos de Navojoa vs. la Selección Sur conformada con jugadores de Cañeros de Los Mochis, Tomateros de Culiacán, Venados de Mazatlán y Charros de Jalisco. 
Los jugadores eran elegidos mediante la votación de la afición, resultando los dos jugadores más votados por posición los elegidos para formar parte de cada equipo.
Actualmente no se lleva a cabo ningún juego de estrellas.

## Campeones
A continuación se muestran todos los equipos campeones desde la Primera Etapa hasta la actualidad.

### Liga de la Costa del Pacífico
A continuación se muestra la tabla de campeones de la primera etapa de la actual Liga Mexicana del Pacífico.
| Temporada | Equipo Campeón                                    | Serie | Equipo Subcampeón                        | Mánager Campeón                  |
| 1945-46   | Venados de Mazatlán                               | *     | Ostioneros de Guaymas                    | Manuel Fortés                    |
| 1946-47   | Queliteros de Hermosillo                          | *     | Ostioneros de Guaymas                    | Art Lilly                        |
| 1947-48   | Ostioneros de Guaymas                             | *     | Tacuarineros de Culiacán                 | Juan Guerrero                    |
| 1948-49   | Tacuarineros de Culiacán                          | *     | Trigueros de Ciudad Obregón              | Manuel Arroyo                    |
| 1949-50   | Tacuarineros de Culiacán                          | 4-3   | Pericos de Los Mochis                    | Manuel Arroyo                    |
| 1950-51   | Ostioneros de Guaymas Tacuarineros de Culiacán    | *     | No hubo                                  | Luis Montes de Oca Manuel Arroyo |
| 1951-52   | Tacuarineros de Culiacán                          | *     | Venados de Mazatlán                      | Manuel Arroyo                    |
| 1952-53   | Venados de Mazatlán                               | *     | Mayos de Navojoa                         | Guillermo Garibay                |
| 1953-54   | Venados de Mazatlán                               | *     | Mayos de Navojoa                         | Guillermo Garibay                |
| 1954-55   | Venados de Mazatlán                               | *     | Naranjeros de Hermosillo                 | Guillermo Garibay                |
| 1955-56   | Tacuarineros de Culiacán Naranjeros de Hermosillo | * 5-3 | Campeón del Rol Regular Mayos de Navojoa | Manuel Arroyo Hubbard Kittle     |
| 1956-57   | Naranjeros de Hermosillo                          | *     | Venados de Mazatlán                      | Hubbard Kittle                   |
| 1957-58   | Venados de Mazatlán                               | *     | Navojoa-Guaymas                          | Guillermo Garibay                |

Nota 1: En la primera etapa de la Liga, cuando era conocida como "Liga de la Costa del Pacífico", el campeón se definía por la primera posición al final de temporada.
Nota 2: En las temporadas 1950-51 y 1955-56 por distintas circunstancias no se pudo proclamar a un Campeón único. Nombrándose al final a 2 equipos como campeones.

### Liga Invernal de Sonora
Tabla de campeones de la segunda etapa de la actual Liga Mexicana del Pacífico. 
| Temporada | Equipo Campeón               | Serie | Equipo Subcampeón        | Mánager Campeón    |
| 1958-59   | Ostioneros de Guaymas        | 3-2   | Naranjeros de Hermosillo | Manuel Magallón    |
| 1959-60   | Ostioneros de Guaymas(Bi)    | *     | Rieleros de Empalme      | Manuel Magallón    |
| 1960-61   | Naranjeros de Hermosillo     | *     | Ostioneros de Guaymas    | Virgilio Arteaga   |
| 1961-62   | Naranjeros de Hermosillo(Bi) | *     | Rieleros de Empalme      | Virgilio Arteaga   |
| 1962-63   | Ostioneros de Guaymas        | 3-1   | Cañeros de Los Mochis    | Guillermo Frayde   |
| 1963-64   | Naranjeros de Hermosillo     | *     | Ostioneros de Guaymas    | Leonardo Rodríguez |
| 1964-65   | Ostioneros de Guaymas        | *     | Cañeros de Los Mochis    | Guillermo Frayde   |

Nota: El (*) significa que el campeón se definió por la primera posición al final de temporada.

### Liga Invernal Sonora-Sinaloa
| Temporada | Equipo Campeón           | Serie | Equipo Subcampeón        | Mánager Campeón     |
| 1965-66   | Yaquis de Ciudad Obregón | *     | Rieleros de Empalme      | Manuel Magallón     |
| 1966-67   | Tomateros de Culiacán    | *     | Cañeros de Los Mochis    | Vinicio García      |
| 1967-68   | Ostioneros de Guaymas    | *     | Tomateros de Culiacán    | Ronaldo Camacho     |
| 1968-69   | Cañeros de Los Mochis    | *     | Yaquis de Ciudad Obregón | Benjamín Valenzuela |
| 1969-70   | Tomateros de Culiacán    | 4-2   | Cañeros de Los Mochis    | Vinicio García      |

Nota: El (*) significa que el campeón se definió por la primera posición al final de temporada.

### Liga Mexicana del Pacífico
| Temporada | Equipo Campeón                   | Serie | Equipo Subcampeón        | Mánager Campeón     |
| 1970-71   | Naranjeros de Hermosillo         | 3-1   | Cañeros de Los Mochis    | Maury Wills         |
| 1971-72   | Algodoneros de Guasave           | 4-2   | Tomateros de Culiacán    | Vinicio García      |
| 1972-73   | Yaquis de Ciudad Obregón         | 4-1   | Mayos de Navojoa         | Dave García         |
| 1973-74   | Venados de Mazatlán              | 4-0   | Yaquis de Ciudad Obregón | Ronaldo Camacho     |
| 1974-75   | Naranjeros de Hermosillo         | 4-0   | Mayos de Navojoa         | Benjamín Reyes      |
| 1975-76   | Naranjeros de Hermosillo(Bi)     | 4-3   | Yaquis de Ciudad Obregón | Benjamín Reyes      |
| 1976-77   | Venados de Mazatlán              | 4-1   | Cañeros de Los Mochis    | Alfredo Ortiz       |
| 1977-78   | Tomateros de Culiacán            | 4-2   | Cañeros de Los Mochis    | Raúl Cano           |
| 1978-79   | Mayos de Navojoa                 | 4-2   | Naranjeros de Hermosillo | Chuck Goggins       |
| 1979-80   | Naranjeros de Hermosillo         | 4-2   | Tomateros de Culiacán    | Benjamín Reyes      |
| 1980-81   | Yaquis de Ciudad Obregón         | 4-3   | Naranjeros de Hermosillo | Lee Sigman          |
| 1981-82   | Naranjeros de Hermosillo         | 4-3   | Águilas de Mexicali      | Tom Harmon          |
| 1982-83   | Tomateros de Culiacán            | 4-2   | Naranjeros de Hermosillo | Francisco Estrada   |
| 1983-84   | Cañeros de Los Mochis            | 4-2   | Ostioneros de Guaymas    | Vinicio García      |
| 1984-85   | Tomateros de Culiacán            | 4-3   | Águilas de Mexicali      | Francisco Estrada   |
| 1985-86   | Águilas de Mexicali              | 4-2   | Tomateros de Culiacán    | Benjamín Reyes      |
| 1986-87   | Venados de Mazatlán              | 4-3   | Potros de Tijuana        | Carlos Paz          |
| 1987-88   | Potros de Tijuana                | 4-0   | Mayos de Navojoa         | Jorge Fitch         |
| 1988-89   | Águilas de Mexicali              | 4-3   | Mayos de Navojoa         | Dave Machemer       |
| 1989-90   | Naranjeros de Hermosillo         | 4-1   | Mayos de Navojoa         | Tim Johnson         |
| 1990-91   | Potros de Tijuana                | 4-2   | Tomateros de Culiacán    | Joel Serna          |
| 1991-92   | Naranjeros de Hermosillo         | 4-1   | Mayos de Navojoa         | Tim Johnson         |
| 1992-93   | Venados de Mazatlán              | 4-3   | Águilas de Mexicali      | Ramón Montoya       |
| 1993-94   | Naranjeros de Hermosillo         | 4-0   | Mayos de Navojoa         | Marvin Foley        |
| 1994-95   | Naranjeros de Hermosillo(Bi)     | 4-2   | Tomateros de Culiacán    | Dereck Bryant       |
| 1995-96   | Tomateros de Culiacán            | 4-1   | Venados de Mazatlán      | Francisco Estrada   |
| 1996-97   | Tomateros de Culiacán(Bi)        | 4-2   | Naranjeros de Hermosillo | Francisco Estrada   |
| 1997-98   | Venados de Mazatlán(**)          | 4-3   | Mayos de Navojoa         | Raúl Cano           |
| 1998-99   | Águilas de Mexicali              | 4-1   | Tomateros de Culiacán    | Francisco Estrada   |
| 1999-00   | Mayos de Navojoa                 | 4-0   | Naranjeros de Hermosillo | Lorenzo Bundy       |
| 2000-01   | Naranjeros de Hermosillo         | 4-1   | Venados de Mazatlán      | Dereck Bryant       |
| 2001-02   | Tomateros de Culiacán            | 4-2   | Venados de Mazatlán      | Francisco Estrada   |
| 2002-03   | Cañeros de Los Mochis            | 4-1   | Yaquis de Ciudad Obregón | Juan Fco. Rodríguez |
| 2003-04   | Tomateros de Culiacán            | 4-1   | Yaquis de Ciudad Obregón | Francisco Estrada   |
| 2004-05   | Venados de Mazatlán(C)           | 4-1   | Águilas de Mexicali      | Juan José Pacho     |
| 2005-06   | Venados de Mazatlán(C)(Bi)       | 4-1   | Algodoneros de Guasave   | Juan José Pacho     |
| 2006-07   | Naranjeros de Hermosillo         | 4-0   | Venados de Mazatlán      | Lorenzo Bundy       |
| 2007-08   | Yaquis de Ciudad Obregón         | 4-1   | Venados de Mazatlán      | Homar Rojas         |
| 2008-09   | Venados de Mazatlán              | 4-0   | Cañeros de Los Mochis    | Lorenzo Bundy       |
| 2009-10   | Naranjeros de Hermosillo         | 4-3   | Venados de Mazatlán      | Homar Rojas         |
| 2010-11   | Yaquis de Ciudad Obregón         | 4-3   | Algodoneros de Guasave   | Eddie Díaz          |
| 2011-12   | Yaquis de Ciudad Obregón         | 4-0   | Algodoneros de Guasave   | Eddie Díaz          |
| 2012-13   | Yaquis de Ciudad Obregón(C)(Tri) | 4-0   | Águilas de Mexicali      | Eddie Díaz          |
| 2013-14   | Naranjeros de Hermosillo         | 4-3   | Mayos de Navojoa         | Matías Carrillo     |
| 2014-15   | Tomateros de Culiacán            | 4-1   | Charros de Jalisco       | Benjamín Gil        |
| 2015-16   | Venados de Mazatlán(C)           | 4-1   | Águilas de Mexicali      | Juan José Pacho     |
| 2016-17   | Águilas de Mexicali              | 4-2   | Cañeros de Los Mochis    | Roberto Vizcarra    |
| 2017-18   | Tomateros de Culiacán(C)         | 4-3   | Mayos de Navojoa         | Benjamín Gil        |
| 2018-19   | Charros de Jalisco               | 4-2   | Yaquis de Ciudad Obregón | Roberto Vizcarra    |
| 2019-20   | Tomateros de Culiacán            | 4-3   | Venados de Mazatlán      | Benjamín Gil        |
| 2020-21   | Tomateros de Culiacán(Bi)        | 4-3   | Naranjeros de Hermosillo | Benjamín Gil        |
| 2021-22   | Charros de Jalisco               | 4-3   | Tomateros de Culiacán    | Roberto Vizcarra    |
| 2022-23   | Cañeros de Los Mochis            | 4-2   | Algodoneros de Guasave   | José Moreno         |
| 2023-24   | Naranjeros de Hermosillo         | 4-0   | Venados de Mazatlán      | Juan Gabriel Castro |

C  La (C) significa que el "Comodín" o "Mejor Perdedor" de la ronda de repesca logró salir Campeón.
Bi  El (Bi) significa que el club Campeón logró el Bicampeonato esa temporada.
Tri  El (Tri) significa que el club Campeón logró el Tricampeonato esa temporada.
**  El (**) significa que el club Venados de Mazatlán es el único en coronarse Campeón después de perder la serie final 0-3.
A partir de la temporada 2024-25 la Serie Final pasó a denominarse como Serie de México y el trofeo que se entrega al equipo campeón se bautizó con el nombre Fernando Valenzuela.
| Temporada | Equipo Campeón     | Serie | Equipo Subcampeón     | Mánager Campeón |
| 2024-25   | Charros de Jalisco | 4-2   | Tomateros de Culiacán | Benjamín Gil    |

## Campeones de la Primera Etapa
| Equipo                              | Títulos | Subtítulos | Años de Campeonato           |
| ----------------------------------- | ------- | ---------- | ---------------------------- |
| Venados de Mazatlán                 | 5       | 2          | 1946, 1953, 1954, 1955, 1958 |
| Tacuarineros de Culiacán            | 5       | 1          | 1949, 1950, 1951, 1952, 1956 |
| Queliteros/Naranjeros de Hermosillo | 3       | 1          | 1947, 1956, 1957             |
| Ostioneros de Guaymas               | 2       | 2          | 1948, 1951                   |
| Mayos de Navojoa                    | 0       | 3          |                              |
| Trigueros de Ciudad Obregón         | 0       | 1          |                              |
| Pericos de Los Mochis               | 0       | 1          |                              |
| Navojoa-Guaymas                     | 0       | 1          |                              |

## Campeones de la Segunda Etapa
| Equipo                    | Títulos | Subtítulos | Años de Campeonato                                                                                   |
| ------------------------- | ------- | ---------- | --- |
| Naranjeros de Hermosillo  | 17      | 7          | 1961, 1962, 1964, 1971, 1975, 1976, 1980, 1982, 1990, 1992, 1994, 1995, 2001, 2007, 2010, 2014, 2024 |
| Tomateros de Culiacán     | 13      | 9          | 1967, 1970, 1978, 1983, 1985, 1996, 1997, 2002, 2004, 2015, 2018, 2020, 2021                         |
| Venados de Mazatlán       | 9       | 8          | 1974, 1977, 1987, 1993, 1998, 2005, 2006, 2009, 2016                                                 |
| Yaquis de Ciudad Obregón  | 7       | 6          | 1966, 1973, 1981, 2008, 2011, 2012, 2013                                                             |
| Ostioneros de Guaymas (+) | 5       | 3          | 1959, 1960, 1963, 1965, 1968                                                                         |
| Cañeros de Los Mochis     | 4       | 9          | 1969, 1984, 2003, 2023                                                                               |
| Águilas de Mexicali       | 4       | 6          | 1986, 1989, 1999, 2017                                                                               |
| Charros de Jalisco        | 3       | 1          | 2019, 2022, 2025                                                                                     |
| Mayos de Navojoa (+)      | 2       | 10         | 1979, 2000                                                                                           |
| Potros de Tijuana (+)     | 2       | 1          | 1988, 1991                                                                                           |
| Algodoneros de Guasave    | 1       | 4          | 1972                                                                                                 |
| Rieleros de Empalme (+)   | 0       | 3          | |

Nota: El símbolo (+) significa que actualmente el club se encuentra desaparecido.

### Enfrentamientos con más repeticiones en Serie Final
- Naranjeros de Hermosillo - Mayos de Navojoa: 7
- Naranjeros de Hermosillo - Tomateros de Culiacán: 5
- Naranjeros de Hermosillo - Venados de Mazatlán: 4
- Águilas de Mexicali - Tomateros de Culiacán: 3
- Águilas de Mexicali - Venados de Mazatlán: 3
- Tomateros de Culiacán - Venados de Mazatlán: 3
- Charros de Jalisco - Tomateros de Culiacán: 3
- Cañeros de Los Mochis - Ostioneros de Guaymas: 2
- Cañeros de Los Mochis - Tomateros de Culiacán: 2
- Cañeros de Los Mochis - Venados de Mazatlán: 2
- Venados de Mazatlán - Yaquis de Ciudad Obregón: 2
- Naranjeros de Hermosillo - Yaquis de Ciudad Obregón: 2
- Algodoneros de Guasave - Yaquis de Ciudad Obregón: 2

### Equipos con más campeonatos en temporadas consecutivas LCP
| Equipo                   | Campeonatos | Bicampeonatos | Tricampeonatos | Tetracampeonatos | Temporadas          |
| ------------------------ | ----------- | ------------- | -------------- | ---------------- | ------------------- |
| Tacuarineros de Culiacán | 5           | 1             | 1              | 1                | 1949-1950-1951-1952 |
| Venados de Mazatlán      | 5           | 1             | 1              | -                | 1953-1954-1955      |
| Naranjeros de Hermosillo | 3           | 1             | -              | -                | 1956-1957           |

### Equipos con más campeonatos en temporadas consecutivas LMP
| Equipo                   | Campeonatos | Bicampeonatos | Tricampeonatos | Temporadas                    |
| ------------------------ | ----------- | ------------- | -------------- | ----------------------------- |
| Naranjeros de Hermosillo | 17          | 3             | -              | 1961-1962 1975-1976 1994-1995 |
| Tomateros de Culiacán    | 13          | 2             | -              | 1996-1997 2020-2021           |
| Venados de Mazatlán      | 9           | 1             | -              | 2005-2006                     |
| Yaquis de Ciudad Obregón | 7           | 1             | 1              | 2011-2012-2013                |
| Ostioneros de Guaymas    | 5           | 1             | -              | 1959-1960                     |

### Equipo de la Década
Cada década se caracteriza por tener una novena que domina en obtención de títulos. A continuación se muestra a los equipos más ganadores por cada década. 
| Década | Equipo                   | Títulos de Liga | Serie del Caribe o Nacional Invernal | Subtítulos de Liga | Subtítulos en Serie del Caribe |
| ------ | ------------------------ | --------------- | ------------------------------------ | ------------------ | ------------------------------ |
| 50s    | Venados de Mazatlán      | 4               | 2                                    | 2                  | 0                              |
| 60s    | Ostioneros de Guaymas    | 4               | 0                                    | 2                  | 0                              |
| 70s    | Naranjeros de Hermosillo | 3               | 1                                    | 1                  | 2                              |
| 80s    | Águilas de Mexicali      | 2               | 1                                    | 2                  | 0                              |
| 90s    | Naranjeros de Hermosillo | 4               | 0                                    | 1                  | 0                              |
| 00s    | Venados de Mazatlán      | 3               | 1                                    | 4                  | 1                              |
| 10s    | Yaquis de Ciudad Obregón | 3               | 2                                    | 1                  | 0                              |

### Campeonatos por Entidad Federativa
A continuación se muestran los campeonatos por entidad federativa, por cantidad de títulos y cronológicamente:
Sonora: 31 Campeonatos
- Naranjeros de Hermosillo: 17
- Yaquis de Ciudad Obregón: 7
- Ostioneros de Guaymas: 5
- Mayos de Navojoa: 2

Sinaloa: 27 Campeonatos
- Tomateros de Culiacán: 13
- Venados de Mazatlán: 9
- Cañeros de Los Mochis: 4
- Algodoneros de Guasave: 1

Baja California: 6 Campeonatos
- Águilas de Mexicali: 4
- Potros de Tijuana: 2

Jalisco: 3 Campeonatos
- Charros de Jalisco: 3

## Estadísticas de Play Off
| Equipo                   | Participaciones en Play Off | Veces sin Clasificar a Play Off |
| ------------------------ | --------------------------- | ------------------------------- |
| Naranjeros de Hermosillo | 49                          | 9                               |
| Venados de Mazatlán      | 43                          | 13                              |
| Yaquis de Ciudad Obregón | 42                          | 16                              |
| Tomateros de Culiacán    | 41                          | 15                              |
| Cañeros de Los Mochis    | 40                          | 16                              |
| Águilas de Mexicali      | 39                          | 10                              |
| Mayos de Navojoa         | 35                          | 21                              |
| Algodoneros de Guasave   | 27                          | 22                              |
| Ostioneros de Guaymas    | 14                          | 9                               |
| Charros de Jalisco       | 9                           | 2                               |
| Potros de Tijuana        | 9                           | 3                               |
| Sultanes de Monterrey    | 4                           | 2                               |
| Rieleros de Empalme      | 0                           | 2                               |

Actualizado al final de temporada, al día 30 de diciembre de 2024.

## Campeones de la Serie del Caribe
| Año  | Sede                                | Campeón                  | Mánager           |
| ---- | ----------------------------------- | ------------------------ | ----------------- |
| 1976 | Santo Domingo, República Dominicana | Naranjeros de Hermosillo | Benjamín Reyes    |
| 1986 | Maracaibo, Venezuela                | Águilas de Mexicali      | Benjamín Reyes    |
| 1996 | Santo Domingo, República Dominicana | Tomateros de Culiacán    | Francisco Estrada |
| 2002 | Caracas, Venezuela                  | Tomateros de Culiacán    | Francisco Estrada |
| 2005 | Mazatlán, México                    | Venados de Mazatlán      | Juan José Pacho   |
| 2011 | Mayagüez, Puerto Rico               | Yaquis de Ciudad Obregón | Eddie Díaz        |
| 2013 | Hermosillo, México                  | Yaquis de Ciudad Obregón | Eddie Díaz        |
| 2014 | Isla de Margarita, Venezuela        | Naranjeros de Hermosillo | Matías Carrillo   |
| 2016 | Santo Domingo, República Dominicana | Venados de Mazatlán      | Juan José Pacho   |

### Campeonatos por club en Serie del Caribe
Estadísticas específicas por club de béisbol en Serie del Caribe.
| Equipo                   | Participaciones | Campeonatos | Subcampeonatos | Terceros Lugares | Años de Campeonato | Años de Subcampeonato  | Años de Tercer Lugar |
| ------------------------ | --------------- | ----------- | -------------- | ---------------- | ------------------ | ---------------------- | -------------------- |
| Tomateros de Culiacán    | 11              | 2           | 4              | 2                | 1996, 2002         | 1985, 1997, 2004, 2015 | 2020, 2021           |
| Naranjeros de Hermosillo | 13              | 2           | 3              | 3                | 1976, 2014         | 1971, 1975, 2001       | 1982, 1992, 2010     |
| Venados de Mazatlán      | 9               | 2           | 1              | 2                | 2005, 2016         | 2009                   | 1977, 1987           |
| Yaquis de Ciudad Obregón | 6               | 2           | 1              | 0                | 2011, 2013         | 1974                   |                      |
| Águilas de Mexicali      | 4               | 1           | 1              | 1                | 1986               | 2017                   | 1989                 |
| Cañeros de Los Mochis    | 3               | 0           | 1              | 1                |                    | 1984                   | 2023                 |
| Potros de Tijuana        | 2               | 0           | 1              | 1                |                    | 1988                   | 1991                 |
| Charros de Jalisco       | 3               | 0           | 1              | 0                |                    | 2025                   |                      |

## Récords
A continuación se muestran algunos récords en la historia de la LMP.

### Mánagers con Más Campeonatos (1958-Actualidad)
| N.º | Mánager           | Títulos | Años                                     | Equipos                                                                          |
| --- | ----------------- | ------- | ---------------------------------------- | -------------------------------------------------------------------------------- |
| 1   | Francisco Estrada | 7       | 1983, 1985, 1996, 1997, 1999, 2002, 2004 | Tomateros de Culiacán (6), Águilas de Mexicali (1)                               |
| 2   | Benjamín Gil      | 5       | 2015, 2018, 2020, 2021, 2025             | Tomateros de Culiacán (4), Charros de Jalisco (1)                                |
| 3   | Vinicio García    | 4       | 1967, 1970, 1972, 1984                   | Tomateros de Culiacán (2), Algodoneros de Guasave (1), Cañeros de Los Mochis (1) |
| 4   | Benjamín Reyes    | 4       | 1975, 1976, 1980, 1986                   | Naranjeros de Hermosillo (3), Águilas de Mexicali (1)                            |
| 5   | Manuel Magallón   | 3       | 1959, 1960, 1966                         | Ostioneros de Guaymas (2), Yaquis de Ciudad Obregón (1)                          |
| 6   | Lorenzo Bundy     | 3       | 2000, 2007, 2009                         | Mayos de Navojoa (1), Naranjeros de Hermosillo (1), Venados de Mazatlán (1)      |
| 7   | Eddie Díaz        | 3       | 2011, 2012, 2013                         | Yaquis de Ciudad Obregón (3)                                                     |
| 8   | Juan José Pacho   | 3       | 2005, 2006, 2016                         | Venados de Mazatlán (3)                                                          |
| 9   | Roberto Vizcarra  | 3       | 2017, 2019, 2022                         | Águilas de Mexicali (1), Charros de Jalisco (2)                                  |

### Máximos Jonroneros Históricos (1958-Actualidad)
| N.º | Beisbolista         | Jonrones |
| --- | ------------------- | -------- |
| 1   | Héctor Espino       | 299      |
| 2   | Eduardo Jiménez     | 199      |
| 3   | Matías Carrillo     | 159      |
| 4   | Saúl Soto           | 153      |
| 5   | Andrés Mora         | 148      |
| 5   | Luis Alfonso García | 148      |
| 7   | Ronaldo Camacho     | 139      |
| 8   | Japhet Amador       | 133      |
| 9   | Nelson Barrera      | 131      |
| 10  | Raymundo Torres     | 124      |
| 10  | Ramón Orantes       | 124      |
| 12  | Aurelio Rodríguez   | 123      |
| 12  | Carlos Valencia     | 123      |
| 12  | Manny Rodríguez     | 123      |
| 15  | Guillermo Velázquez | 117      |
| 16  | Jack Pierce         | 116      |
| 17  | Bubba Smith         | 109      |
| 18  | Ricardo Sáenz       | 104      |
| 19  | Erubiel Durazo      | 103      |
| 20  | Adán Muñoz          | 102      |
| 21  | Rubén Rivera        | 101      |
| 21  | Kit Pellow          | 101      |
| 21  | Alejandro Ortiz     | 101      |

Nota: En negritas aparecen los jugadores en activo.
Actualizado al final de temporada, al día 30 de diciembre de 2024.

### Líderes
A continuación se muestran a los líderes individuales de los departamentos de Bateo y de Pitcheo de todos los tiempos y en una temporada en la historia del circuito.

#### Bateo
| Categoría           | Todos los Tiempos  | Todos los Tiempos | Todos los Tiempos | En una Temporada           | En una Temporada | En una Temporada                             | En una Temporada |
| Categoría           | Nombre             | Periodo           | Marca             | Nombre                     | Año              | Equipo                                       | Marca            |
| Porcentaje          | Héctor Espino(8)   | 1960-61-1984-85   | .329              | Héctor Espino              | 1972-73          | Naranjeros de Hermosillo                     | .415             |
| Carreras Producidas | Héctor Espino      | 1960-61-1984-85   | 1,097             | Héctor Espino              | 1972-73          | Naranjeros de Hermosillo                     | 83               |
| Home Runs           | Héctor Espino      | 1960-61-1984-85   | 299               | Ronaldo Camacho Bob Darwin | 1963-64 1971-72  | Rieleros de Empalme Naranjeros de Hermosillo | 27               |
| Bases Robadas       | Matías Carrillo(9) | 1982-83-2008-09   | 260               | Mike Cole                  | 1984-85          | Algodoneros de Guasave                       | 58               |

8  Héctor Espino es líder de por vida también en los siguientes rubros: .542 Slugging; 947 Carreras Anotadas; 1824 Hits; 260 Hits Dobles.
9  Matías Carrillo es líder de por vida también en el siguiente rubro: 40 Hits Triples.

#### Pitcheo
| Categoría       | Todos los Tiempos | Todos los Tiempos | Todos los Tiempos | En una Temporada  | En una Temporada | En una Temporada         | En una Temporada |
| Categoría       | Nombre            | Periodo           | Marca             | Nombre            | Año              | Equipo                   | Marca            |
| Efectividad     | Vicente Romo      | 1961-62-1985-86   | 2.38              | Salvador Colorado | 1982-83          | Potros de Tijuana        | 0.53             |
| Juegos Ganados  | Vicente Romo      | 1961-62-1985-86   | 182               | Miguel Sotelo     | 1961-62          | Naranjeros de Hermosillo | 18               |
| Ponches         | Vicente Romo      | 1961-62-1985-86   | 2,038             | José Leyva        | 1966-67          | Ostioneros de Guaymas    | 203              |
| Juegos Salvados | Isidro Márquez    | 1985-86-2008-09   | 134               | Jake Sánchez      | 2021-22          | Águilas de Mexicali      | 26               |

NOTA: Maximino León es líder de todos los tiempos en Porcentaje de Ganados y Perdidos con .624.

### Ganadores de la Triple Corona
A continuación se muestran a los ganadores de la Triple Corona tanto de Bateo como de Pitcheo en la historia del circuito.

#### Bateo
| Temporada | Nombre          | Equipo                   | PCT  | CP | HR |
| --------- | --------------- | ------------------------ | ---- | -- | -- |
| 1950-51   | Pedro Ramírez   | Pericos de Los Mochis    | .343 | 47 | 10 |
| 1958-59   | Ronaldo Camacho | Rieleros de Empalme      | .317 | 21 | 7  |
| 1964-65   | Héctor Espino   | Naranjeros de Hermosillo | .382 | 62 | 25 |
| 1970-71   | Héctor Espino   | Naranjeros de Hermosillo | .348 | 62 | 22 |
| 1972-73   | Héctor Espino   | Naranjeros de Hermosillo | .415 | 83 | 26 |

PCT = Porcentaje de Bateo.

CP = Carreras Producidas.

HR = Home Runs.

#### Pitcheo
| Temporada | Nombre           | Equipo                   | JG-JP | PCT   | PCL  | P   |
| --------- | ---------------- | ------------------------ | ----- | ----- | ---- | --- |
| 1988-89   | Mercedes Esquer  | Águilas de Mexicali      | 13-3  | 0.812 | 2.09 | 110 |
| 1990-91   | Cecilio Ruíz     | Yaquis de Ciudad Obregón | 11-3  | 0.786 | 2.09 | 91  |
| 1991-92   | Tim Burcham      | Yaquis de Ciudad Obregón | 10-4  | 0.714 | 1.63 | 92  |
| 2003-04   | Francisco Campos | Venados de Mazatlán      | 10-2  | 0.833 | 2.18 | 68  |
| 2018-19   | Elian Leyva      | Charros de Jalisco       | 6-2   | 0.750 | 2.02 | 67  |
| 2024-25   | Robert Stock     | Naranjeros de Hermosillo | 10-2  | 0.833 | 1.60 | 78  |

JG = Juegos Ganados.

JP = Juegos Perdidos.

PCT = Porcentaje de Juegos Ganados y Perdidos.

PCL = Porcentaje de Carreras Limpias.

P = Ponches.

### Juegos Perfectos
A continuación se muestran a los 3 lanzadores que han logrado el "Juego Perfecto" de manera individual, y a los otros 5 que de manera combinada lo han conseguido en la historia de la LMP.
| Fecha                   | Temporada   | Nombre                                                                   | Equipo                   | Resultado | Rival                    | Lugar                  | Entradas |
| ----------------------- | ----------- | ------------------------------------------------------------------------ | ------------------------ | --------- | ------------------------ | ---------------------- | -------- |
| 5 de enero de 1971      | 1970-71     | Vicente Romo                                                             | Yaquis de Ciudad Obregón | 12-0      | Ostioneros de Guaymas    | Guaymas, Sonora        | 9        |
| 17 de noviembre de 1982 | 1982-83(10) | Ramón Arano Ramón Villegas Pablo Gutiérrez Salomé Barojas Alfonso Pulido | Sur                      | 4-0       | Norte                    | Guaymas, Sonora        | 2 2 1    |
| 19 de octubre de 1989   | 1989-90     | Jesús Moreno                                                             | Cañeros de Los Mochis    | 1-0       | Yaquis de Ciudad Obregón | Ciudad Obregón, Sonora | 9        |
| 9 de diciembre de 2006  | 2006-07     | Joakim Soria                                                             | Yaquis de Ciudad Obregón | 6-0       | Naranjeros de Hermosillo | Ciudad Obregón, Sonora | 9        |

10  El juego perfecto conseguido de manera combinada por los 5 lanzadores, fue realizado en el Juego de Estrellas de esa temporada. Los jugadores pertenecían a los siguientes equipos: Arano a Venados de Mazatlán, Villegas a Mayos de Navojoa, Gutiérrez a Algodoneros de Guasave, Barojas a Tomateros de Culiacán y Pulido a Cañeros de Los Mochis.

## Campeones de Jonrones por temporada
- Los datos corresponden únicamente a la Temporada regular.

| Año     | Nombre                                         | Equipo                                                           | Jonrones |
| ------- | ---------------------------------------------- | ---------------------------------------------------------------- | -------- |
| 1958-59 | Ronaldo Camacho                                | Rieleros de Empalme                                              | 7        |
| 1959-60 | Claudio Solano                                 | Ostioneros de Guaymas                                            | 8        |
| 1960-61 | Héctor Espino Andrés Rodríguez                 | Naranjeros de Hermosillo                                         | 10       |
| 1961-62 | Saúl Villegas                                  | Rieleros de Empalme                                              | 12       |
| 1962-63 | Felipe Montemayor                              | Yaquis de Ciudad Obregón                                         | 14       |
| 1963-64 | Ronaldo Camacho                                | Rieleros de Empalme                                              | 27       |
| 1964-65 | Héctor Espino                                  | Naranjeros de Hermosillo                                         | 25       |
| 1965-66 | Héctor Espino                                  | Naranjeros de Hermosillo                                         | 19       |
| 1966-67 | Héctor Espino                                  | Naranjeros de Hermosillo                                         | 25       |
| 1967-68 | Ronaldo Camacho                                | Rieleros de Empalme                                              | 18       |
| 1968-69 | Rogelio Álvarez                                | Tomateros de Culiacán                                            | 20       |
| 1969-70 | Celerino Sánchez Héctor Espino                 | Naranjeros de Hermosillo                                         | 19       |
| 1970-71 | Héctor Espino                                  | Naranjeros de Hermosillo                                         | 22       |
| 1971-72 | Bob Darwin                                     | Naranjeros de Hermosillo                                         | 27       |
| 1972-73 | Héctor Espino                                  | Naranjeros de Hermosillo                                         | 26       |
| 1973-74 | Roger Vernon                                   | Tomateros de Culiacán                                            | 20       |
| 1974-75 | Jack Pierce                                    | Venados de Mazatlán                                              | 14       |
| 1975-76 | Andrés Mora                                    | Cañeros de Los Mochis                                            | 18       |
| 1976-77 | Charlie Sands                                  | Águilas de Mexicali                                              | 13       |
| 1977-78 | Willie Aikens                                  | Yaquis de Ciudad Obregón                                         | 14       |
| 1978-79 | Randy Bass Andrés Mora                         | Tomateros de Culiacán Cañeros de Los Mochis                      | 15       |
| 1979-80 | Andrés Mora Iván Murrell Rick Lancellotti      | Cañeros de Los Mochis Águilas de Mexicali Tomateros de Culiacán  | 11       |
| 1980-81 | Wayne Cage Jeff Leonard Jim Obradovich         | Venados de Mazatlán Mayos de Navojoa                             | 14       |
| 1981-82 | Mark Funderburk                                | Algodoneros de Guasave                                           | 17       |
| 1982-83 | Enrique Aguilar                                | Yaquis de Ciudad Obregón                                         | 8        |
| 1983-84 | Chuck Canady                                   | Cañeros de Los Mochis                                            | 14       |
| 1984-85 | Nelson Barrera Dereck Bryant James Peters      | Tomateros de Culiacán Yaquis de Ciudad Obregón                   | 15       |
| 1985-86 | Carlos Soto                                    | Algodoneros de Guasave                                           | 17       |
| 1986-87 | Willie Aikens                                  | Venados de Mazatlán                                              | 24       |
| 1987-88 | Nelson Barrera                                 | Tomateros de Culiacán                                            | 16       |
| 1988-89 | Willie Aikens                                  | Venados de Mazatlán                                              | 22       |
| 1989-90 | Alejandro Ortiz                                | Yaquis de Ciudad Obregón                                         | 16       |
| 1990-91 | Eduardo Jiménez                                | Potros de Tijuana                                                | 14       |
| 1991-92 | Ty Gainey                                      | Cañeros de Los Mochis                                            | 20       |
| 1992-93 | Nelson Simmons                                 | Cañeros de Los Mochis                                            | 16       |
| 1993-94 | Nelson Simmons                                 | Cañeros de Los Mochis                                            | 18       |
| 1994-95 | J. R. Phillips                                 | Tomateros de Culiacán                                            | 17       |
| 1995-96 | Eduardo Jiménez                                | Águilas de Mexicali                                              | 18       |
| 1996-97 | Eduardo Jiménez Tony Barron                    | Águilas de Mexicali Yaquis de Ciudad Obregón                     | 13       |
| 1997-98 | Bubba Smith                                    | Venados de Mazatlán                                              | 12       |
| 1998-99 | Bubba Smith                                    | Venados de Mazatlán                                              | 14       |
| 1999-00 | Eduardo Jiménez                                | Águilas de Mexicali                                              | 21       |
| 2000-01 | Kevin Grijak Hensley Meulens Ricardo Sáenz     | Venados de Mazatlán Águilas de Mexicali                          | 15       |
| 2001-02 | Brian Banks Bubba Smith                        | Tomateros de Culiacán Águilas de Mexicali                        | 19       |
| 2002-03 | Bubba Smith                                    | Águilas de Mexicali                                              | 24       |
| 2003-04 | Morgan Burkhart                                | Mayos de Navojoa                                                 | 16       |
| 2004-05 | Morgan Burkhart                                | Mayos de Navojoa                                                 | 23       |
| 2005-06 | Luis Alfonso García                            | Naranjeros de Hermosillo                                         | 18       |
| 2006-07 | Rubén Rivera                                   | Tomateros de Culiacán                                            | 21       |
| 2007-08 | Carlos Sievers                                 | Águilas de Mexicali                                              | 14       |
| 2008-09 | Luis Alfonso García                            | Naranjeros de Hermosillo                                         | 16       |
| 2009-10 | Luis Alfonso García                            | Naranjeros de Hermosillo                                         | 23       |
| 2010-11 | Luis Alfonso García                            | Naranjeros de Hermosillo                                         | 21       |
| 2011-12 | Bárbaro Cañizares                              | Yaquis de Ciudad Obregón                                         | 20       |
| 2012-13 | Jesse Gutiérrez                                | Naranjeros de Hermosillo                                         | 20       |
| 2013-14 | Brian Burgamy                                  | Cañeros de Los Mochis                                            | 15       |
| 2014-15 | Japhet Amador Carlos Valencia                  | Charros de Jalisco Yaquis de Ciudad Obregón                      | 13       |
| 2015-16 | Japhet Amador                                  | Charros de Jalisco                                               | 14       |
| 2016-17 | José Amador                                    | Naranjeros de Hermosillo                                         | 15       |
| 2017-18 | Randy Arozarena                                | Mayos de Navojoa                                                 | 14       |
| 2018-19 | Jovan Rosa                                     | Mayos de Navojoa                                                 | 15       |
| 2019-20 | Dariel Álvarez                                 | Charros de Jalisco                                               | 16       |
| 2020-21 | Japhet Amador                                  | Charros de Jalisco                                               | 15       |
| 2021-22 | Kyle Martin                                    | Mayos de Navojoa                                                 | 17       |
| 2022-23 | Jesse Castillo Anthony Giansanti Yasmany Tomás | Algodoneros de Guasave Águilas de Mexicali Cañeros de Los Mochis | 10       |
| 2023-24 | Japhet Amador                                  | Charros de Jalisco                                               | 15       |
| 2024-25 | Yasmany Tomás                                  | Cañeros de Los Mochis                                            | 13       |

## Liga Mexicana del Pacífico Infantil
En el año 2019 se fundó el campeonato infantil de béisbol de la zona del Pacífico, en el cual los 10 equipos de la Liga tuvieron representación. 
La categoría es 11-12 años, pero no se descarta que en el futuro se amplíen a un mayor rango de edad.
El campeón clasifica a partir de 2024 a la Serie del Caribe Kids, siendo Naranjeros de Hermosillo su primer representante en Panamá.

### Campeones Infantiles
| Edición | Sede                               | Equipo Campeón                     | Pizarra Final                      | Equipo Subcampeón                  | Mánager Campeón                    |                                    |
| 2019    | Estadio Tomateros, Culiacán        | Naranjeros de Hermosillo           | 2-0                                | Sultanes de Monterrey              | Sergio Valencia                    |                                    |
| 2020-22 | Temporadas canceladas por Covid-19 | Temporadas canceladas por Covid-19 | Temporadas canceladas por Covid-19 | Temporadas canceladas por Covid-19 | Temporadas canceladas por Covid-19 | Temporadas canceladas por Covid-19 |
| 2023    | Estadio Yaquis, Ciudad Obregón     | Naranjeros de Hermosillo           | 6-3                                | Charros de Jalisco                 | Álvaro Valenzuela                  |                                    |
| 2024    | Estadio Yaquis, Ciudad Obregón     | Charros de Jalisco                 | 3-2                                | Naranjeros de Hermosillo           | Pablo Ortega                       |                                    |

## Derechos de Transmisión
Desde 2010 hasta 2020, la Liga Mexicana del Pacífico se emitió por el sistema de televisión restringida Megacable y su servicio de streaming LMPiTV. En 2020, la liga firmó un acuerdo con Sky México y su servicio de streaming: BLUE TO GO; Además, la liga creó su propia app de streaming: EXTRABASE.TV.
El día 4 de junio de 2025, la Liga Arco Mexicana del Pacífico emitió una rueda prensa para anunciar el regreso de Megacable que llegaron un acuerdo entra la LMP y Megacable, para obtener los derechos de transmisión y se podrá ver a nivel internacional todos los juegos, además de continuar de manera digital con el servicio de YouTube TV.